# Fabiane Albrecht
Fabiane Albrecht (ur. 11 lipca 1983 w Bernie) – szwajcarska wioślarka.

## Osiągnięcia
- Mistrzostwa Świata U-23 – Amsterdam 2005 – jedynka wagi lekkiej – 5. miejsce[1].
- Mistrzostwa Świata – Monachium 2007 – jedynka wagi lekkiej – 8. miejsce[1].
- Mistrzostwa Europy – Brześć 2009 – dwójka podwójna wagi lekkiej – 8. miejsce[1].